# Taoufik Safsafi
 (octobre 2020).

2022.  Chabab mohemmadia
Taoufik Safsafi (en arabe : توفيق الصفصافي), né le 5 janvier 1992 à Benslimane (Maroc) est un footballeur marocain évoluant dans le club du Moghreb de Tetouan. Il joue au poste de milieu de terrain.

## Biographie
Lors de la saison 2017-2018, il inscrit deux buts en première division marocaine avec le club du Rapide Oued Zem.